# William King Harvey
William King Harvey (* 13. September 1915 in Cleveland, Ohio; † 9. Juni 1976 in Indianapolis, Indiana) war ein US-amerikanischer CIA-Mitarbeiter. Er galt als amerikanischer „James Bond“ und wurde vor allem durch seine Rolle bei der Operation Mongoose bekannt.

## Leben
Harvey war der Sohn von Sara King Harvey, einer Englischprofessorin am Indiana State Teachers College in Terre Haute. Als Eagle Scout übersprang er mehrere Klassen und schloss 1931 die Wiley High School in Terre Haute ab.
Nachdem er von 1931 bis 1933 als Drucker und Reporter bei der Danville Gazette – einer Zeitung im Besitz seines Großvaters – gearbeitet hatte, schrieb er sich für ein beschleunigtes Programm an der Indiana University Bloomington ein, wo er Jura studierte und 1937 einen Bachelor of Laws erlangte.
Er heiratete Libby McIntire, die Tochter eines Anwalts aus Maysville, Kentucky, ließ sich aber 1954 wieder scheiden. Unmittelbar danach heiratete er Clara Grace Follick, eine ehemalige CIA-Personaloffizierin, die als erste Frau den Rang eines Major der United States Army erreichte.

## Karriere
1940 trat Harvey dem Federal Bureau of Investigation (FBI) bei und genoss während des Zweiten Weltkriegs und kurz danach eine bemerkenswerte Karriere, wobei er sich auf die deutsche und sowjetische Spionageabwehr spezialisierte.
1947 trat er der neu geschaffenen CIA bei, wo er seine bisherigen Erfahrungen nutzen konnte. Zusammen mit James Angleton wurde er während des Kalten Krieges einer der führenden Agenten im geheimen Krieg gegen den KGB.
Harveys CIA-Karriere begann mit der Gründung von Staff D, der Abteilung für elektronische Überwachung der Clandestine Service Division. Dabei besuchte er 1951 eine Party bei dem britischen Agenten Guy Burgess in dessen Haus in Washington, 4100 Nebraska Avenue, N.W., in dem auch der britische Agent Kim Philby wohnte. Ausgelöst durch einen Streit untersuchte Harvey daraufhin die Karriere von Philby und stellte fest, dass dieser nicht nur für den MI6, sondern auch für die Sowjetunion spionierte, so dass Philby 1952 zurücktreten musste.
1952 bis 1960 lebte Harvey als Chef der dortigen CIA-Filiale in West-Berlin, wo er die Operation leitete, die einen Tunnel zum sowjetischen Sektor baute, um ihre Kommunikationskanäle auszuspionieren. Diese Operation wurde PBJOINTLY genannt.
1960 kehrte er in die USA zurück und wohnte mit seiner Familie bis 1969 überwiegend in Chevy Chase Village, Maryland, in der Nähe von Langley, Virginia, wo sich die CIA-Zentrale befindet. Nach seiner Rückkehr wurde Harvey nun mit einem Projekt beauftragt, das unter dem Decknamen ZR/RIFLE „exekutive Aktionen“ durchführte, das heißt politische Führer im Ausland zu ermorden. Im Mittelpunkt dieser Tätigkeit standen Versuche zur Liquidierung von Fidel Castro, bei denen Harvey eng mit der amerikanischen Mafia zusammenarbeitete. Dabei stützte er sich auf die Verbindungen des Geschäftsmanns und CIA-Mitarbeiters Robert Maheu, der Beziehungen zu Sam Giancana, Santo Trafficante, Jr., John Roselli und anderen Mafiosi pflegte.
Harvey war auch an der Operation Mongoose beteiligt, einer CIA-Operation, die von Miami aus verschiedene Versuche unternahm, die kubanische Revolution zu untergraben. Auf dem Höhepunkt der Kubakrise im Oktober 1962 schickte Harvey zehn Geheimdienstler nach Kuba, um Informationen zu sammeln und sich auf eine Invasion vorzubereiten, die Harvey für unvermeidlich hielt.
Diese nicht autorisierte Operation hat Harveys Ansehen erheblich geschadet, so dass er 1963 kurzzeitig nach Rom versetzt wurde. Eine hochrangige Aufgabe im laotischen Bürgerkrieg wurde ihm von Richard Helms verweigert.
1968 schied er aus der CIA aus und zog im Jahr darauf nach Indianapolis.
1975 sagte er vor dem Church Committee über einige Operationen der CIA aus, darunter, dass Präsident John F. Kennedy nur über „Phase 1“ seiner Kuba-Aktivitäten informiert war, die Sabotage und Unterminierung gegen Kuba. Von den konkreten Versuchen, Fidel Castro zu ermorden, wusste er nichts.
Harvey, der viele Jahre erhebliche Mengen Alkohol konsumierte, starb 1976 an einem Herzinfarkt.

## Ermordung von John F. Kennedy
Nach dem Tod des ehemaligen CIA-Offiziers E. Howard Hunt (1918–2007), der 1972 bis 1974 in die Watergate-Affäre verwickelt war, enthüllten dessen Söhne Saint John Hunt und David Hunt 2007, dass ihr Vater mehrere Personen benannt hatte, die am Attentat auf John F. Kennedy beteiligt waren. In der Ausgabe der Zeitschrift Rolling Stone vom 5. April 2007 nannte Saint John Hunt außer seinem Vater und William King Harvey noch Lyndon B. Johnson und den CIA-Agenten Cord Meyer, den Ex-Mann der ermordeten Kennedy-Geliebten Mary Pinchot Meyer, außerdem David Sánchez Morales, David Atlee Phillips, Frank Sturgis sowie einen Attentäter, der vom sogenannten „Grassy Knoll“ schoss, von dem viele vermuten, dass es sich um Lucien Sarti handelte. Die beiden Söhne behaupteten, ihr Vater habe die Informationen aus seinen 2007 erschienenen Memoiren American Spy herausgeschnitten, um mögliche Anklagen wegen Meineids zu vermeiden.
Hunts Witwe und andere seiner Kinder erzählten jedoch der Los Angeles Times, dass Hunt in den letzten Monaten seines Lebens nicht mehr klar bei Verstand war, so dass die Angaben fraglich sind.